# Aljaksej Protas
Aljaksej Uladsimirawitsch Protas (belarussisch Аляксей Уладзіміравіч Протас, russisch Алексей Владимирович Протас Alexei Wladimirowitsch Protas; * 6. Januar 2001 in Wizebsk) ist ein belarussischer Eishockeyspieler, der seit 2020 bei den Washington Capitals aus der National Hockey League unter Vertrag steht, aber zunächst vorwiegend bei deren Farmteam Hershey Bears in der American Hockey League spielte.

## Karriere
Aljaksej Protas begann seine Karriere als Eishockeyspieler beim HK Wizebsk in seiner Geburtsstadt. Anschließend wurde der Verteidiger in der U17-Auswahl des Verbandes in der Wysschaja-Liga und der Extraliga eingesetzt. Nachdem er 2018 von den Prince Albert Raiders als insgesamt 26. Spieler in der ersten Runde des CHL Import Drafts ausgewählt worden war, wechselte er in die Western Hockey League, die er 2019 mit den Raiders gewann. Dabei war er nach seinen Mannschaftskameraden Dante Hannoun und Noah Gregor drittbester Torschütze der Playoffs. In der Spielzeit 2019/20 wurde er in das First All-Star-Team der Eastern Conference gewählt.
Beim NHL Entry Draft 2019 wurde er in der dritten Runde als insgesamt 91. Spieler von den Washington Capitals ausgewählt, kehrte aber trotzdem 2020 zunächst nach Belarus zurück, wo er in der Folge in der Kontinentalen Hockey-Liga für den HK Dinamo Minsk spielte. Mit dem Klub gewann er 2020 den belarussischen Pokalwettbewerb. Im Frühjahr 2021 wechselte er zu den Hershey Bears, dem Farmteam der Washington Capitals, in die American Hockey League. Mit den Bears gewann er in der Saison 2022/23 den Calder Cup. Zu ersten Einsätzen bei den Capitals kam er in der NHL-Saison 2020/21. Seit 2023 spielt er ausschließlich in der National Hockey League (NHL). Im Januar 2024 verlängerten die Capitals den Vertrag mit Protas bis 2029. In der folgenden Spielzeit 2024/25 steigerte er seine persönliche Statistik deutlich auf 66 Punkte in 76 Spielen.

### International
Für Belarus nahm Protas im Juniorenbereich zunächst 2017 an der U18-Weltmeisterschaft 2018 teil. Danach spielte er mit der belarussischen U20-Auswahl bei den U20-Weltmeisterschaften 2019 und 2020 jeweils in der Division I. 
Im Seniorenbereich stand er erstmals bei der Weltmeisterschaft 2021 im Aufgebot seines Landes. Zudem vertrat er seine Farben bei der Olympiaqualifikation für die Winterspiele 2022 in Peking.

## Erfolge und Auszeichnungen
- 2019 Ed-Chynoweth-Cup-Gewinn mit den Prince Albert Raiders
- 2020 WHL East First All-Star-Team
- 2020 Belarussischer Pokalsieger mit dem HK Dinamo Minsk
- 2023 Calder-Cup-Gewinn mit den Hershey Bears

## Karrierestatistik
Stand: Ende der Saison 2024/25

### International
Vertrat Belarus bei:
| - U18-Junioren-Weltmeisterschaft 2018 - U20-Junioren-Weltmeisterschaft 2019 - U18-Junioren-Weltmeisterschaft 2019 | - Weltmeisterschaft 2019 - Qualifikationsturnier für die Olympischen Winterspiele 2022 |

(Legende zur Spielerstatistik: Sp oder GP = absolvierte Spiele; T oder G = erzielte Tore; V oder A = erzielte Assists; Pkt oder Pts = erzielte Scorerpunkte; SM oder PIM = erhaltene Strafminuten; +/− = Plus/Minus-Bilanz; PP = erzielte Überzahltore; SH = erzielte Unterzahltore; GW = erzielte Siegtore; 1 Play-downs/Relegation; Kursiv: Statistik nicht vollständig)